# IC 3340
IC 3340 ist eine Balken-Spiralgalaxie vom Hubble-Typ SBab im Sternbild Coma Berenices am Nordsternhimmel. Sie ist schätzungsweise 601 Millionen Lichtjahre von der Milchstraße entfernt. Die Galaxie ist unter der Katalognummer VCC 918 als Mitglied des Virgo-Galaxienhaufens gelistet.
Das Objekt wurde am 9. Mai 1904 von Royal Harwood Frost entdeckt.